# بول لوي
بول لوي (بالإنجليزية: Paul Lowe)‏ (و. 1936  م) هو لاعب كرة قدم أمريكية، من الولايات المتحدة، ولد في هومر، يلعب كخط وسط ‏.

## روابط خارجية
- بول لوي على موقع مرجع كرة القدم المحترفة.كوم (الإنجليزية)